# Hans Reinwald
Hans D. Reinwald (* 7. Dezember 1968) ist ein deutscher Politiker (CDU). Von 2016 bis 2024 war er Oberbürgermeister von Leimen. Zuvor war er von 2003 bis 2016 Bürgermeister von Graben-Neudorf.

## Leben
Nach Abitur und Wehrdienst studierte Reinwald Rechtswissenschaften, Geschichte und Archäologie an der Ruprecht-Karls-Universität Heidelberg und der Julius-Maximilians-Universität Würzburg. Während der anschließenden Referendarzeit arbeitete er auch im Rechts- und im Bauamt einer Großen Kreisstadt.
Im Jahr 2003 wurde Reinwald im ersten Wahlgang zum Bürgermeister von Graben-Neudorf gewählt. 2011 wurde er ohne Gegenkandidaten mit 98,9 Prozent der Stimmen für eine zweite Amtszeit wiedergewählt.
Am 13. März 2016 wurde Reinwald im ersten Wahlgang mit 65,2 Prozent der Stimmen zum Oberbürgermeister von Leimen gewählt. Er folgte Wolfgang Ernst nach und trat sein Amt am 11. Juni 2016 an. Bei der Oberbürgermeisterwahl 2024 trat er nicht erneut an. Mitte Juni 2024 schied er aus dem Amt aus; ihm folgte John Ehret nach.

## Privates
Reinwald ist verheiratet und hat drei Kinder.